# Buguma

Politische Karte von Nigeria

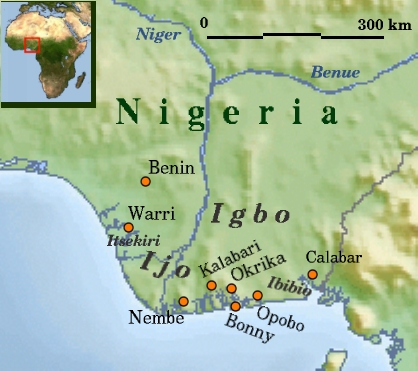
Ijaw-Region und historische Stadtstaaten

Buguma ist eine größere Stadt im nigerianischen Bundesstaat Rivers. Sie ist Sitz des Verwaltungsbezirks Asari-Toru und Sitz des Königreichs Kalabari, einem traditionellen nigerianischen Staat. Laut GeoNames-Datenbank betrug 2016 die Einwohnerzahl 135.404 Einwohner.
Die Stadt verfügt über ein offizielles Postamt und eine große Anzahl kommerzieller Fischteiche, die von der Landesregierung angelegt wurden. Der derzeitige Bürgermeister der LGA (Local Government Areas), deren Hauptsitz sich in Buguma City befindet, wird üblicherweise als Vorsitzender bezeichnet und ist Sule Amachree.
Es ist auch die Heimat des großen Königs Amachree des Kalabari-Königreichs.
Im Jahr 1983 wurde Buguma von der Regierung von Melford Okilo zur Stadt erklärt und dieser Status besteht bis heute.

## Bemerkenswerte Leute

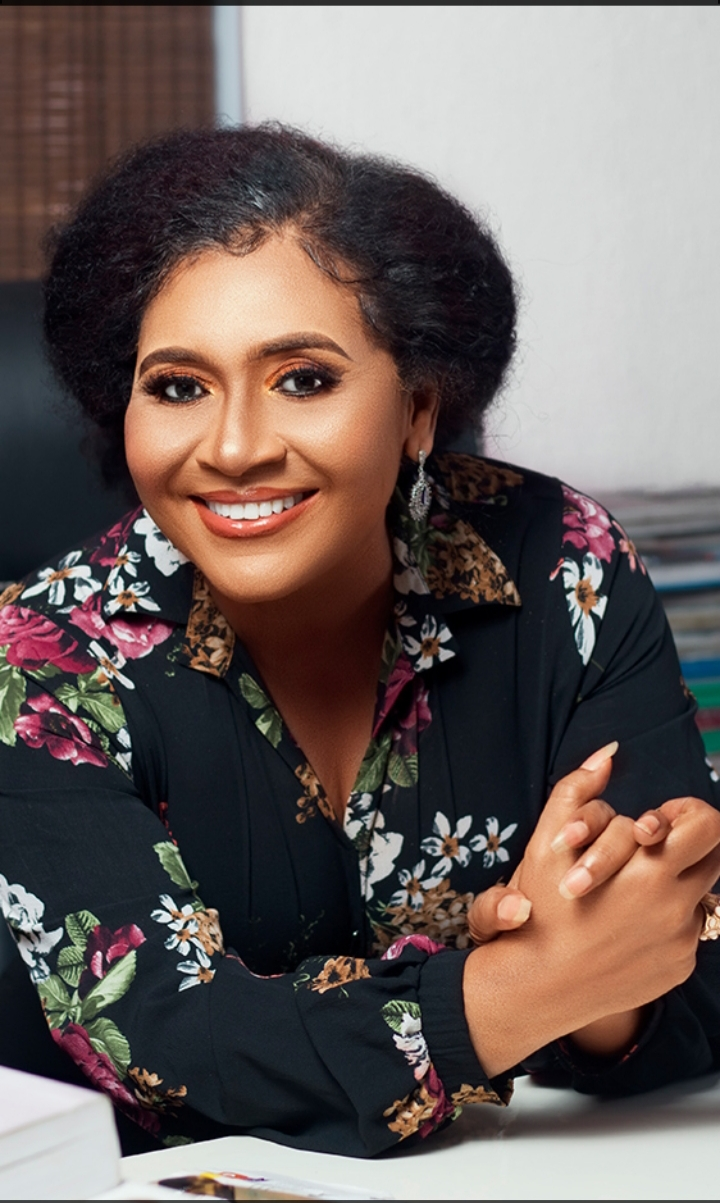
Hilda Dokubo (2020)

- Hilda Dokubo
- Taribo West
- Tam David-West
- Rex Lawson